# Max Levin
Pour les articles homonymes, voir Levin.
Max Levin, aussi écrit Maks Levine (en ukrainien : Макс Левін), de son nom complet Maksym Ievhenovytch Levine (Максим Євгенович Левін) est un photojournaliste, photographe documentaire et vidéaste ukrainien, né le 7 juillet 1981 à Boïarka et mort le 13 mars 2022 à Houta-Mejyhirska, près de Kiev, au cours de l’invasion de l’Ukraine par la Russie. L'ONG Reporters sans frontières affirme, enquête à l'appui, que le journaliste a été exécuté par les forces russes.

## Biographie
Max Levin naît le 7 juillet 1981 à Boïarka. Dès l’âge de quinze ans, il veut devenir photographe. Il est membre d’un club photo et prend des photos avec un appareil photo « Kiev 19 ». Il devient ingénieur en systèmes informatiques après l’obtention d’un diplôme de l’Institut polytechnique de Kiev.
Il travaille comme photojournaliste à partir de 2006, pour le magazine Pension, le journal Kievskie Vedomosti, l’agence photo Fotolenta et UNIAN ; Gazeta 24 (2007-2008), le site web LB.ua (2010-2020) ; il est pigiste pour Focus, Profil, Ukrainian Week, Reuters (depuis 2013), Associated Press et la BBC, vidéaste et photographe pour Hromadske.TV (2021-2022).
Il réalise de nombreux projets photo et vidéo pour des organisations humanitaires, comme l’Organisation mondiale de la santé, l’ONU, l’UNICEF, l’OSCE, ONU Femmes.
La plupart de ses projets documentaires sont liés à la guerre en Ukraine car « chaque photographe ukrainien rêve de prendre une photo qui arrêtera la guerre ».
Il survit au massacre d’Ilovaïsk du mois d’août 2014 pendant la guerre du Donbass. Au cours de cette opération, il est blessé mais parvient à s’échapper avec trois autres journalistes.
Basé à Kiev, Max Levin est marié et père de quatre fils.

### Mort

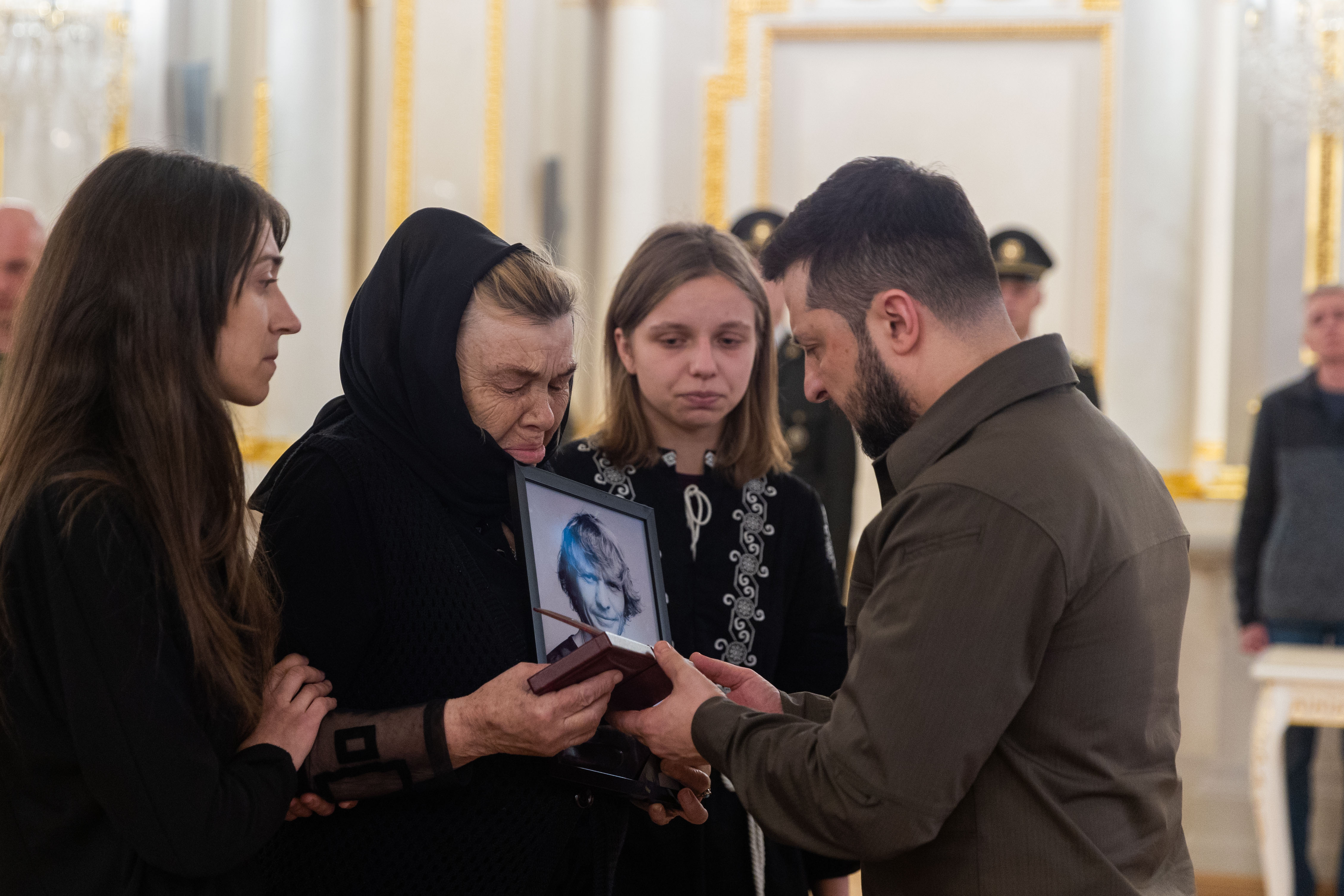
Le président ukrainien Volodymyr Zelensky remet à la mère de Max Levin l’Ordre du Courage à titre posthume le 5 avril 2022.

Max Levin, dès le début de l’invasion de l’Ukraine par la Russie en février 2022, travaille pendant plusieurs jours comme fixeur pour le photographe de guerre Patrick Chauvel. Il couvre la guerre pour différents médias occidentaux lorsqu’il disparaît le 13 mars 2022 alors qu’il se rend dans une zone de combat à Vychhorod, près du village de Houta-Mejyhirska à quelques dizaines de kilomètres au nord de Kiev,.
Après de longues recherches, la police ukrainienne retrouve son corps le 1er avril 2022. Selon l’ONG ukrainienne IMI (Institute of Mass Information) citant des informations préliminaires du parquet général, « le journaliste « non armé » aurait été atteint par « deux tirs » de militaires russes ».
Selon l’ONG française Reporters sans frontières, « il était sans arme et portait une veste “Presse” et a été tué comme cinq autres journalistes depuis le début de la guerre en Ukraine »,.
Le 5 avril 2022, le président ukrainien Volodymyr Zelensky remet à la mère de Max Levin l’Ordre du courage ukrainien de 3e classe à titre posthume.
Le 22 juin 2022, un rapport d’enquête de Reporter sans frontières indique que Max Levin et son accompagnateur et ami, le soldat Oleksi Chernychov  , « ont probablement été interrogés et torturés par les forces russes le jour de leur disparition, le 13 mars 2022 », puis « froidement exécutés ». L'ONG a remis un rapport aux autorités ukrainiennes, ainsi que des preuves matérielles qu'elle estime être « accablantes » à l'encontre des militaires russes,.

## Expositions collectives
Liste non exhaustive
- Maydan : Human Factor
- Ukraine 24. War&Peace, Los Angeles
- Conflict Zone : Ukraine, Chicago

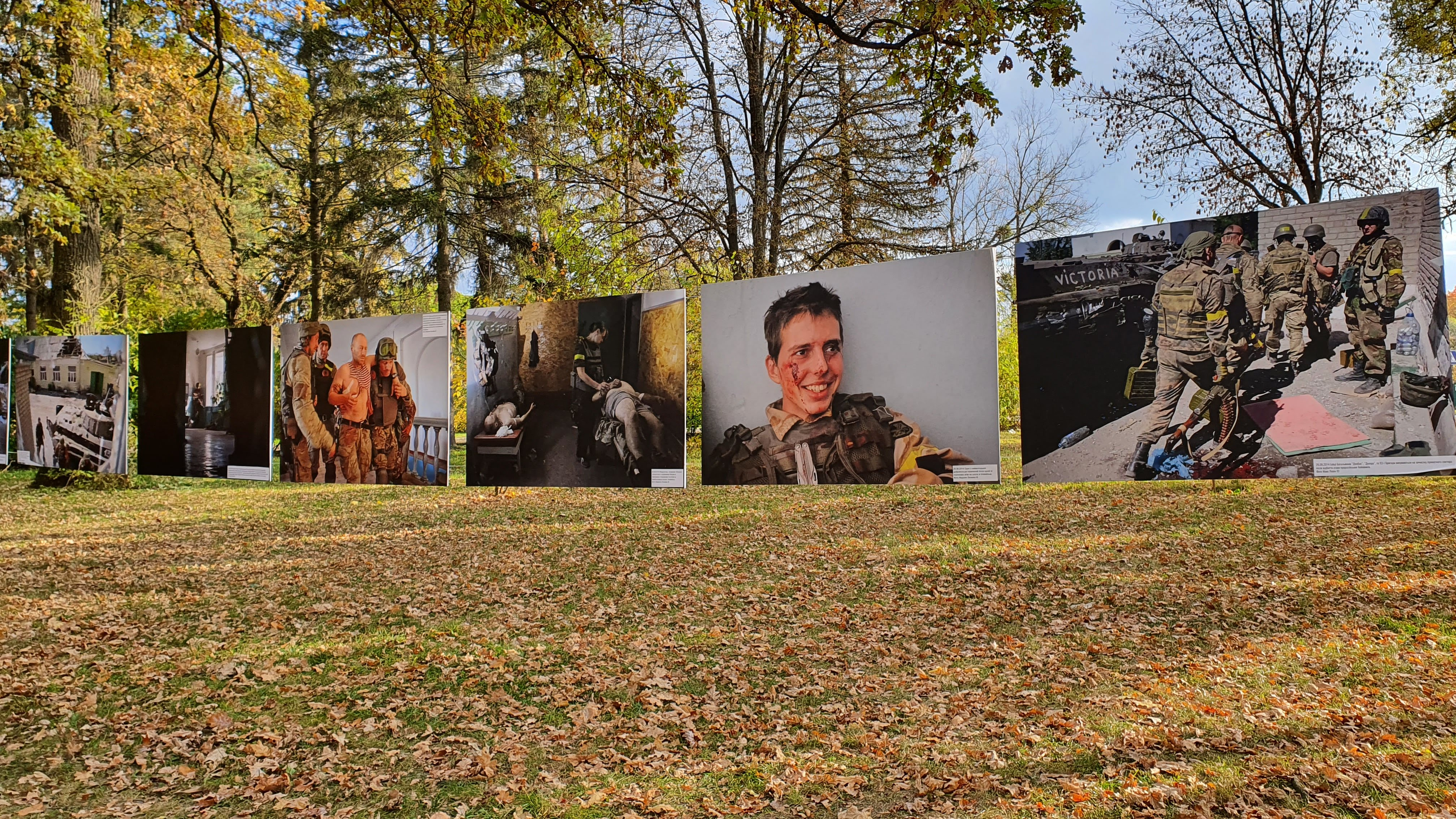
Octobre 2021. Exposition After Ilovaysk de Max Levin à Boyarka

- Donbass War and Peace, Parlement européen, Bruxelles
- Donbass : guerre et paix, Prague
- La bataille d’Ilovaïsk, Musée national Taras-Chevtchenko, Kiev
- After Ilovaysk, Boïarka

## Distinctions
- 2015 : Ordre du Mérite de 3e classe[19]
- 2022 : Ordre « pour le Courage » de 3e classe à titre posthume[15]